# 't Heerst
 't Heerst is het achtste studioalbum van het Nederlandse duo Acda en De Munnik, met daarop nummers uit hun gelijknamige theatershow. Het album werd in 2011 opgenomen in de Sun Studio en Ardent Studios in Memphis, met uitzondering van de nummers Geef me al je armen en Kop van Zuid, die later dat jaar in Brussel werden opgenomen. De nummers Sterker nu dan ooit en Kijk me na werden in oktober 2011 opgenomen in het kader van een "partnerruil" tussen Acda en De Munnik en Nick & Simon.

## Medewerkers
- Thomas Acda - Zang, gitaar en mondharmonica
- Paul de Munnik - Zang, piano en gitaar
- David Middelhoff - Basgitaar, gitaar, koor en co-productie
- JB Meijers - Gitaar, toetsen, programmering, koor en productie
- Dave van Beek - Drums, percussie en koor
- The Memphis Horns - Blazers
- Frans Hendrix - Mixage en mastering
- Mike Wilson - Opname
- Matt Ross-Spang - Opname

## Hitnoteringen

### NederlandseAlbum Top 100
| Positie: | 2  | 2  | 2  | 4  | 8  | 13 | 11 | 12 | 17 | 30 | 11  | 39  | 31 |
| Week:    | 14 | 15 | 16 | 17 | 18 | 19 | 20 | 21 | 22 | 23 | 24  | 25  |    |
| Positie: | 17 | 41 | 76 | 51 | 56 | 25 | 64 | 50 | 70 | 80 | 100 | uit |    |